# Imelsa

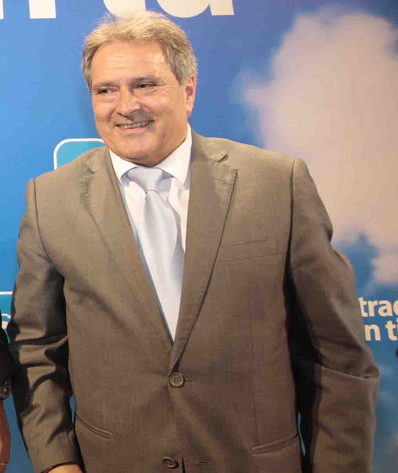
Alfons Rus Terol, principal acusat de la trama Imelsa.

Imelsa (Impulso Económico Local S.A.) és una empresa pública valenciana, depenent de la Diputació de València.

## Trama Imelsa
L'any 2010 es va conèixer per un informe de l'Agència Tributària que Imelsa havia pagat 34.829,22 euros a una de les empreses de la Trama Gürtel. Des de la direcció de l'ens es va afirmar que, des que en 2007 Alfons Rus va accedir al càrrec de President de la Diputació de València, des d'Imelsa no s'havia contractat cap empresa de la Trama Gürtel si bé el director de l'ens, Marcos Benavent, no estava en condicions d'afirmar si durant l'etapa en que Fernando Giner havia estat el president s'havien tingut relacions contractuals amb les empreses de Gürtel. Tant Giner com el seu vicepresident, Enric Esteve, van negar que Imelsa haguera contractat a les empreses de Gürtel durant el seu mandat.
En abril de 2015, la diputada d'EUPV, Rosa Pérez Garijo, va denunciar una sèrie d'irregularitats que s'havien produït a Imelsa, pel que es va imputar a l'ex-gerent de l'ens, Marcos Benavent, per haver desviat fons d'Imelsa mitjançant empreses pantalla.
A principis de maig de 2015 es va fer pública una gravació on el president de la Diputació de València, Alfons Rus, contava 12.000 euros procedents, presumptament, de comissions il·legals. Un dia després, el Partit Popular de la Comunitat Valenciana va suspendre de militància a Rus, qui tanmateix va repetir com a cap de llista i candidat a l'alcaldia de Xàtiva amb el mateix partit, ja que des del PP es va considerar que "no podien fer res per evitar-ho".
Un altre dels noms vinculats a la trama Imelsa ha estat el d'Enric Esteve Mollà, vicepresident de la Diputació de València abans que Rus accedira al càrrec, regidor pel Partit Popular a Meliana i president de l'entitat cultural Lo Rat Penat. D'altra banda, a partir de les gravacions a Alfons Rus es va relacionar a Rita Barberà i Francesc Camps amb la trama.
A finals d'abril de 2015 la Diputació va acordar en ple constituir una comissió d'investigació sobre el cas, que va ser presidida pel representant de Compromís Emili Altur fins que aquest va renunciar a la presidència pel veto del PP a la compareixença d'Alfonso Rus i Máximo Caturla.